# 九州漁業調整事務所
九州漁業調整事務所（きゅうしゅうぎょぎょうちょうせいじむしょ）とは、九州地方の太平洋、日本海、東シナ海、福岡県、佐賀県、長崎県、熊本県、大分県、宮崎県、鹿児島県と山口県の地先海面を担任水域とする、水産庁の地方部局の一つである。
庁舎は、福岡市博多区沖浜町8-1福岡港湾合同庁舎5階

## 沿革
- 1947年（昭和22年）2月1日 - 農林省水産局福岡事務所設置
- 1948年（昭和23年）7月1日 - 水産庁福岡駐在所と改称
- 1950年（昭和25年）
  - 6月5日 - 水産庁福岡水産駐在所と改称（管轄区域：福岡県、佐賀県、長崎県及び熊本県地先海面（瀬戸内海を除く））
  - 9月19日 - 漁業監視事務所併設
- 1951年（昭和26年）3月31日 - 漁業監視事務所廃止
- 1952年（昭和27年）
  - 7月31日 - 水産庁福岡水産駐在所廃止
  - 8月1日 - 水産庁福岡漁業調整事務所（設置管轄区域：山口県及び九州全県の地先海面（瀬戸内海及び有明海を除く））
- 1962年（昭和37年）9月11日 - 玄海連合海区漁業調整委員会設置に伴い同事務局を置く
- 1966年（昭和41年）4月1日 - 内部組織の変更等
  - 管轄区域：山口県及び九州全県の地先海面（瀬戸内海及び有明海を除く）並びに日本国と大韓民国との間の漁業に関する協定第2条の共同規制水域（以下「共同規制水域」という。）
  - 内部組織：渉外官（次長併任）、総務課、調整課、漁業監督指導官及び漁港駐在官（長崎、佐世保、厳原、唐津、下関、浜田、仙崎、境港）を置く
- 1973年（昭和48年）6月20日 - 所掌事務の拡大等
  - 沿岸漁業の振興及び漁場の保全の指導に関する事務の一部が追加され調整課に振興係を置く
- 1976年（昭和51年）5月10日 - 管轄区域、所掌事務の拡大と内部組織の変更等
  - 管轄区域：日本国と中華人民共和国との間の漁業に関する協定第1条の1の協定水域（以下「日中協定水域」という）を追加
  - 所掌事務：日中協定水域に関する水産関係資料の収集及び整理並びにこれらの水域の水産に関する調整事務を追加
  - 内部組織：指導課の新設、渉外官の廃止
- 1978年（昭和53年）7月5日 - 事務所の名称、管轄区域、所掌事務と内部組織の変更、九州漁業調整事務所と改称、廃止された有明海漁業調整事務局の業務を追加
  - 管轄区域：有明海を追加
  - 所掌事務：漁業法第136条の規定による漁業の免許に関する事務の一部等の追加及び有明海連合海区漁業調整委員会（昭和26年4月7日設置）の事務局の移管
  - 内部組織：2次長、5課（総務課、振興課、沿岸課、沖合課及び漁業監督課）となり、1次長2課が増加
- 1981年（昭和56年）6月10日 - 【所掌事務の拡大】いか流し網漁業の承認の申請等に関する事務の追加
- 1983年（昭和58年）12月12日 - 【所掌事務の拡大】ふぐはえなわ漁業の届出に関する事務の追加
- 1988年（昭和63年）8月1日 - 【所掌事務の拡大】共同規制水域内特定水域のいか釣り漁業及びふぐはえなわ漁業の承認に関する事務の追加
- 1989年（平成元年）5月29日 - 【内部組織の変更】漁業監督課に上席漁業指導監督官を設置
- 1994年（平成6年）3月30日 - 漁業取締船「白萩丸」（3代目）竣工（363トン→499トン）
- 1997年（平成9年）
  - 9月30日 - 【内部組織の変更】境港、唐津、佐世保の漁港駐在官を廃止
  - 10月1日 - 【所掌事務の拡大】水産庁漁船課福岡分室の廃止に伴い、漁船の依頼検査等及び資源管理に関する事務の一部を追加し、漁船検査官、沖合課に資源管理係を設置
- 1998年（平成10年）
  - 3月31日 - 厳原、仙崎、浜田の漁港駐在官を廃止
  - 6月30日 - 漁業取締船「白鴎丸」（3代目）竣工（476トン→499トン）
- 1999年（平成11年）
  - 1月1日 - 【内部組織の変更】漁業監督課に漁業取締係を設置
  - 1月22日 - 新日韓漁業協定発効
  - 3月31日 - 【内部組織の変更】下関、長崎の漁港駐在官を廃止
- 2000年（平成12年）
  - 6月1日 - 新日中漁業協定発効
  - 10月1日 - 【内部組織の変更】漁業監督課に渉外係を設置
- 2001年（平成13年）
  - 6月1日 - 【所掌事務の拡大】ふぐはえなわ漁業の届出に関する事務の廃止、日韓・日中漁業協定に係る暫定措置水域等のはえ縄漁業及びかじき等流し網漁業の承認並びに沿岸漁業等の届出に関する事務の追加
  - 9月30日 - 玄海連合海区漁業調整委員会及び有明海連合海区漁業調整委員会の廃止に伴い同事務局を廃止
  - 10月1日 - 【内部組織の変更】資源管理計画官を設置、所掌事務の変更日本海・九州西広域漁業調整委員会設置に伴い同事務局（管轄区域のみに係るものに限る）を置く
- 2002年（平成14年）
  - 4月1日 - 漁業取締船白萩丸の移管
  - 11月29日 - 「有明海及び八代海を再生するための特別措置に関する法律」公布
- 2003年（平成15年）10月1日 - 【内部組織の変更】漁業監督課課長補佐を設置
- 2004年（平成16年）3月23日 - 福岡市中央区から福岡市博多区へ移転
- 2005年（平成17年）10月1日 - 【内部組織の変更】振興課を廃止して資源課を設置
- 2006年（平成18年）12月4日 - 人事院総裁賞受賞（漁業取締グループ）
- 2015年（平成27年）12月10日 - 人事院総裁賞受賞（漁業取締船「白鴎丸」）
- 2018年（平成30年）4月1日 - 水産庁漁業取締本部福岡支部を設置
- 2021年（令和3年）
  - 4月1日 - 【内部組織の変更】資源課、沿岸課及び沖合課を再編、資源課、振興課及び調整課を設置
  - 7月15日 - 漁業取締船「白萩丸」（4代目）竣工（499トン→916トン）

## 組織・所掌事務
| 組織             | 組織 | 組織                   | 組織       | 組織           | 所掌事務 |
| ---------------- | ---- | ---------------------- | ---------- | -------------- | --- |
| 漁業調整事務所長 | 次長 | 総務課                 | 総務課     | 総務係         | - 九州漁業調整事務所の所掌事務に関する総合調整 - 職員の人事及び福利厚生 - 経費・収入の予算、決算及び会計 - 行政財産及び物品の管理等に関する業務 |
| 漁業調整事務所長 | 次長 | 総務課                 | 総務課     | 経理係         | - 九州漁業調整事務所の所掌事務に関する総合調整 - 職員の人事及び福利厚生 - 経費・収入の予算、決算及び会計 - 行政財産及び物品の管理等に関する業務 |
| 漁業調整事務所長 | 次長 | 総務課                 | 総務課     | 用度係         | - 九州漁業調整事務所の所掌事務に関する総合調整 - 職員の人事及び福利厚生 - 経費・収入の予算、決算及び会計 - 行政財産及び物品の管理等に関する業務 |
| 漁業調整事務所長 | 次長 | 資源課                 | 資源課     | 資源管理係     | - 海洋生物資源の保存及び管理 - 水産資源の保護 - 日本海・九州西広域漁業調整委員会(調整課の所掌は除く) - 海洋生物資源の保存及び管理に関すること - 広域漁業調整委員会に関すること - 栽培漁業の推進に関すること |
| 漁業調整事務所長 | 次長 | 資源管理推進官         |            |                | - 海洋生物資源の保存及び管理 - 水産資源の保護 - 日本海・九州西広域漁業調整委員会(調整課の所掌は除く) - 海洋生物資源の保存及び管理に関すること - 広域漁業調整委員会に関すること - 栽培漁業の推進に関すること |
| 漁業調整事務所長 | 次長 | 振興課                 | 振興課     | 振興係         | - 沿岸漁業の振興及び漁場の保全の指導 - 玄海及び有明海の水産に関する調査等に関する業務 - 水産業強化支援事業や水産環境整備事業の推進に関すること - 赤潮による漁業被害の防止・軽減の取組に関すること - 有明海の水産に関する調査に関すること                                                                                  |
| 漁業調整事務所長 | 次長 | 調整課                 | 調整課     | 調整第一係     | - 漁業法に基づく大臣許可漁業の許認可 - 漁業調整(漁場の使用に関する紛争の防止及び解決のための必要な措置) - 農林水産大臣直轄漁場の漁場計画策定及び免許等 - 県内各県の漁業調整規則の改正手続き - 外国人漁業の規制に関する法律に基づく外国漁船の我が国への寄港に係る許可等 - 外国水域に出漁する漁業者に対する指導に関する業務 |
| 漁業調整事務所長 | 次長 | 調整課                 | 調整課     | 調整第二係     | - 漁業法に基づく大臣許可漁業の許認可 - 漁業調整(漁場の使用に関する紛争の防止及び解決のための必要な措置) - 農林水産大臣直轄漁場の漁場計画策定及び免許等 - 県内各県の漁業調整規則の改正手続き - 外国人漁業の規制に関する法律に基づく外国漁船の我が国への寄港に係る許可等 - 外国水域に出漁する漁業者に対する指導に関する業務 |
| 漁業調整事務所長 | 次長 | 調整課                 | 調整課     | 免許調整係     | - 漁業法に基づく大臣許可漁業の許認可 - 漁業調整(漁場の使用に関する紛争の防止及び解決のための必要な措置) - 農林水産大臣直轄漁場の漁場計画策定及び免許等 - 県内各県の漁業調整規則の改正手続き - 外国人漁業の規制に関する法律に基づく外国漁船の我が国への寄港に係る許可等 - 外国水域に出漁する漁業者に対する指導に関する業務 |
| 漁業調整事務所長 | 次長 | 漁業監督課             | 漁業監督課 | 漁業取締係     | - 外国漁船の取締り - 日本漁船の取締り - 漁業取締船の一般公開 |
| 漁業調整事務所長 | 次長 | 漁業監督課             | 漁業監督課 | 渉外係         | - 外国漁船の取締り - 日本漁船の取締り - 漁業取締船の一般公開 |
| 漁業調整事務所長 | 次長 | 漁業監督課             | 漁業監督課 | 捜査専門職     | - 外国漁船の取締り - 日本漁船の取締り - 漁業取締船の一般公開 |
| 漁業調整事務所長 | 次長 | 漁業監督課             | 漁業監督課 | 漁業監督専門職 | - 外国漁船の取締り - 日本漁船の取締り - 漁業取締船の一般公開 |
| 漁業調整事務所長 | 次長 | 上席漁業監督指導官     |            |                | - 外国漁船の取締り - 日本漁船の取締り - 漁業取締船の一般公開 |
| 漁業調整事務所長 | 次長 | 漁業監督指導官         |            |                | - 外国漁船の取締り - 日本漁船の取締り - 漁業取締船の一般公開 |
| 漁業調整事務所長 | 次長 | 漁業取締船・官船、用船 |            |                | - 外国漁船の取締り - 日本漁船の取締り - 漁業取締船の一般公開 |

## 取締船舶
- 官船
  - 白萩丸（916トン）、白鷗丸（499トン）
- 用船
  - あらつ（499トン）、天神（499トン）、やまと（499トン）、海星丸（499トン）、なのつ（499トン）
  - はやと（499トン）、つるぎざき（499トン）、はくたか（499トン）、むさし（499トン）、はくつる（198トン）
- 取締航空機